# سيلاس هارون هاردون
سيلاس هارون هاردون (بالإنجليزية: Silas Aaron Hardoon)‏ وهو رجل أعمال قديم أصوله من يهود العراق برز إسمه في مدينة شنغهاي في الصين في أوائل قرن 20 الميلادي.
ولد سيلاس في سنة 1851 في مدينة بغداد لعائلة يهودية عراقية فقيرة، فغادرت عائلته بغداد لتتجه إلى مدينة بومباي في الهند حيث أكمل دراسته هناك وتلقى تعليمه هناك في المدرسة الخاصة لديفد ساسون.
وفي عام 1861 إتجه نحو مدينة شنغهاي في الصين بتوصية من ديفد ساسون، ليراقب أعماله هناك وليجمع أعماله، وهناك قام بسرعة وبنى له رأس مال قوي وأسس شركات خاصه له هناك وعرض مواهبه هناك في بيع العقارات، وهناك وسعت شركاته اهتمامها لتشمل تجارة القطن، وأصبح شريكا في شركة ديفد ساسون وعرف بإستثماراته الفطنة في شنغهاي وألتي كانت خامس أكبر مدينة في العالم في ذلك الوقت وجعلها مدينة غنية بالموارد، وخلال فترة حكم ماو تسي تونغ في 1920 بقي هناك، وتزوج هناك من فتاة أوراسية كان إسمها ليو جيالينغ أو ليزا روس، وامتلك هناك عقارات آيل بارك وألتي كانت تقدر مساحتها ب26 هكتار مربع وهناك مول طباعة الكتاب البوذ، بعد وفاته في سنة 1931 قدرت ثروته ب650 مليون دولار، مما جعله أغنى رجل في آسيا ومن أغنى الرجال في العالم في ذلك الوقت، ولو كان حيا لهذا الوقت قدر مراقبون بان ثروته كانت ممكن أنت تصل إلى 15 تريليون دولار، وبعد وفاته وزعت ثروته بين عائلته.